# Recife Challenger 1994
Il Recife Challenger 1994 è stato un torneo di tennis facente parte della categoria ATP Challenger Series nell'ambito dell'ATP Challenger Series 1994. Il torneo si è giocato a Recife in Brasile dal 26 settembre al 2 ottobre 1994 su campi in cemento.

## Vincitori

### Singolare
Daniele Musa ha battuto in finale  Doug Flach con il punteggio di 6–1, 6–4

### Doppio
Pablo Albano /  Patricio Arnold hanno battuto in finale  Felipe Rivera /  Cristiano Testa con il punteggio di 7–6, 7–6